# Simon Geschke
Pour les articles homonymes, voir Geschke.
Simon Geschke, né le 13 mars 1986 à Berlin, est un coureur cycliste allemand, professionnel de 2009 à 2024. Il a notamment remporté une étape du Tour de France 2015.

## Biographie
Simon Geschke est le fils de Hans-Jürgen Geschke, champion du monde de tandem en 1969 et 1971, et de vitesse amateurs en 1977.
Membre de l'équipe Ked-Bianchi Berlin de 2005 à 2008, Simon Geschke est sélectionné en équipe nationale espoirs à plusieurs reprises. Il remporte ainsi une étape de la Ronde de l'Isard en 2007 et participe aux championnats du monde espoirs en 2007 (92e) et 2008 (31e).
En 2009, il est recruté par l'équipe néerlandaise Skil-Shimano. Pour sa première année chez les professionnels, il obtient le maillot du meilleur jeune lors de l'Étoile de Bessèges. En mai, il se classe dixième du Grand Prix de Francfort et neuvième du Tour de Bavière. En juillet, il participe au Tour de France. L'année suivante, il termine quatrième du Tour de Bavière avant de célébrer sa première victoire professionnelle en 2011, avec une victoire sur la deuxième étape du Critérium international. Il dispute également cette année-là le Tour d'Espagne.
Durant l'été 2012, Simon Geschke dispute le Tour d'Espagne aux côtés de John Degenkolb, qui gagne cinq étapes. Il se classe sixième de la quinzième étape, aux lacs de Covadonga, et huitième de la vingtième étape, à la Bola del Mundo. Il termine 71e de cette Vuelta. En septembre, Simon Geschke fait partie de l'équipe d'Allemagne lors de la course en ligne des championnats du monde, avec pour leader John Degenkolb. Celui-ci prend la quatrième place, tandis que Geschke est 72e. En 2014, il remporte le Grand Prix du canton d'Argovie.
En mars 2015, il se fracture la clavicule lors de Tirreno-Adriatico, à la suite d'une collision avec le véhicule d'assistance de sa propre équipe et est opéré. Deux mois plus tard, sur le Tour d'Italie, il porte pendant une journée le maillot bleu de meilleur grimpeur. Sur le Tour de France, il figure au sein d'un groupe important d'échappés dans la 17e étape, une étape de montagne entre Digne-les-Bains et Pra-Loup. Il attaque en montagne à quarante kilomètres de l'arrivée, sans être jamais rejoint et remporte la plus grande victoire de sa carrière. En fin d'année, il est sélectionné pour la course en ligne des championnats du monde de Richmond. Les chefs de file allemands sont André Greipel et son coéquipier John Degenkolb. Il prend la 90e place.
Au Tour d'Italie 2017, il est l'un des coéquipiers les plus importants du futur vainqueur, Tom Dumoulin. L'année suivante, Geschke se classe 25e du Tour de France (son meilleur classement sur un grand tour), aidant son leader Dumoulin à terminer deuxième au classement général. À la fin de la saison, il annonce qu'il quitte l'équipe Sunweb après dix saisons et rejoint l'équipe CCC, une autre équipe World Tour.
Pour ses débuts en 2019, lors de la première étape du Tour de Murcie, il se casse le coude droit dans une chute à dix kilomètres de l'arrivée. Pour son retour fin mars, il chute lors de la dernière étape du Tour de Catalogne et doit se faire opérer de la clavicule droite.
Au début du mois de juin 2021 est annoncée la prolongation de son contrat avec Cofidis jusqu'en fin d'année 2023. Sélectionné pour la course en ligne des Jeux olympiques de Tokyo, il est testé positif au SARS-CoV-2 à la veille de l'épreuve, ce qui entraîne son forfait.
En mai 2022, il crée la surprise en terminant troisième du Tour de Romandie, grâce au contre-la-montre en côte de la dernière étape. À 36 ans, il s'agit de son premier podium sur le général d'une course par étapes du World Tour. Le mois suivant, il est troisième du championnat d'Allemagne sur route. En octobre, Cofidis annonce l'extension du contrat de Geschke jusqu'en fin d'année 2024.
Il met un terme à sa carrière l'issue du Tour de Münster, le 3 octobre 2024.

## Autres
Lors du Tour de France 2021, un reportage de l'émission Vélo Club révèle, à l'occasion d'une immersion au sein des cuisines de l'équipe Cofidis, que Simon Geschke est végan.

## Palmarès et classements mondiaux

### Palmarès amateur
| - 2007 - 3e étape du Steiermark Rundfahrt - 1re étape de la Ronde de l'Isard d'Ariège - 3e du championnat d'Allemagne sur route espoirs | - 2008 - Erzgebirgsrundfahrt - 3e de Berlin-Bad Freienwalde-Berlin |  |

### Palmarès professionnel
| - 2010 - 3e du Tour de Séoul - 2011 - 2e étape du Critérium international - 2012 - 2e de la Volta Limburg Classic - 2013 - 9e du Grand Prix cycliste de Québec - 2014 - Grand Prix du canton d'Argovie - 6e de l'Amstel Gold Race | - 2015 - 17e étape du Tour de France - 2020 - 3e du Tour Down Under - 10e de la Flèche wallonne - 2022 - 3e du Tour de Romandie - 3e du championnat d'Allemagne sur route |  |

### Résultats sur les grands tours

#### Tour de France
12 participations
- 2009 : 113e
- 2013 : 75e
- 2015 : 38e, vainqueur de la 17e étape
- 2016 : 66e
- 2017 : 64e
- 2018 : 25e
- 2019 : 63e
- 2020 : 48e
- 2021 : 62e
- 2022 : 45e
- 2023 : abandon (18e étape)
- 2024 : 94e

#### Tour d'Italie
4 participations
- 2014 : 69e
- 2015 : 89e
- 2017 : 54e
- 2024 : 14e

#### Tour d'Espagne
4 participations
- 2011 : 115e
- 2012 : 71e
- 2018 : abandon (non partant de la 18e étape)
- 2020 : abandon (non partant de la 4e étape)

### Classements mondiaux
| Année                                 | 2006 | 2007 | 2008 | 2009 | 2010 | 2011 | 2012 | 2013 | 2014 | 2015 | 2016  | 2017  | 2018  | 2019 | 2020 | 2021 | 2022 | 2023 | 2024 |
| ------------------------------------- | ---- | ---- | ---- | ---- | ---- | ---- | ---- | ---- | ---- | ---- | ----- | ----- | ----- | ---- | ---- | ---- | ---- | ---- | ---- |
| Calendrier mondial                    |      |      |      | nc   | 261e |      |      |      |      |      |       |       |       |      |      |      |      |      |      |
| UCI World Tour                        |      |      |      |      |      |      |      | 159e | 96e  | 101e | nc    | 275e  | 234e  |      |      |      |      |      |      |
| Classement mondial                    |      |      |      |      |      |      |      |      |      |      | 353e  | 841e  | 716e  | 597e | 57e  | 538e | 120e | 970e | 436e |
| UCI Europe Tour                       | 778e | 677e | 556e | 670e | 161e | 221e | 201e |      |      |      | 1345e | 1596e | 1113e | 451e | 47e  | 432e | 100e | nc   | nc   |
| UCI Asia Tour                         | nc   | nc   | nc   | nc   | nc   | 137e | nc   |      |      |      | nc    | nc    | 439e  |      |      |      |      |      |      |
| UCI America Tour                      | nc   | nc   | nc   | nc   | nc   | nc   | nc   |      |      |      | 206e  | nc    | nc    |      |      |      |      |      |      |
|                                       |      |      |      |      |      |      |      |      |      |      |       |       |       |      |      |      |      |      |      |
| Légende : nc = non classéSource : UCI |      |      |      |      |      |      |      |      |      |      |       |       |       |      |      |      |      |      |      |

## Distinctions
- Cycliste allemand de l'année : 2022